# Mitch Miller
Mitchell William Miller (Rochester, 4 de julho de 1911 — Nova York, 31 de julho de 2010) foi um oboísta, músico, cantor, maestro e produtor musical norte-americano.
Miller foi uma das pessoas mais influentes na música popular americana durante os anos 1950 e parte dos anos 1960, tanto como chefe de A&R da Columbia Records quanto como artista best-seller da série de televisão da NBC "Sing Along with Mitch". Graduado pela Escola de Música Eastman, da Universidade de Rochester no início dos anos 1930, Mitch começou sua carreira musical como oboísta e trompetista, fazendo inúmeras gravações clássicas e populares muito conceituadas. Foi regente de coral na televisão e executivo de gravações.
Como produtor, orientou algumas das maiores celebridades musicais americana da década de 50, entre eles: Rosemary Clooney, Tony Bennett, Jerry Vale, Marty Robbins, Johnny Mathis e Mahalia Jackson.

## Biografia
Mitchell William Miller nasceu em uma família judia, em Rochester, no estado de Nova Iorque, em 4 de julho de 1911. Filho de Hinda Rosenblum Miller, uma costureira, e de Abram Calmen Miller, um imigrante russo-judeu, que trabalha com ferro forjado.

### Formação
Miller começou a estudar oboé na adolescência, porque era o único instrumento disponível quando ele foi fazer o teste para a orquestra de seu colégio. Depois de se formar na East High School, frequentou a Escola de Música Eastman em Rochester, onde conheceu e se tornou um amigo de longa data de Goddard Lieberson, que se tornaria presidente da Columbia Records em 1956.

### Contribuições musicais
Após se formar, Miller se tornou membro da Orquestra Filarmônica de Rochester e mudou-se para Nova Iorque, onde participou do álbum musical "Octets", de Alec Wilder, no ano de 1938, além de se apresentar com David Mannes, Andre Kostelanetz, Percy Faith, George Gershwin e Charlie Parker. Também trabalhou ao lado de Frank Sinatra na gravação de "The Music of Alec Wilder", em 1946. Mitch também colaborou na produção da Sinfonia n.º 9 de Antonín Dvořák, uma gravação de 1947, conduzida pelo maestro Leopold Stokowski.
Como funcionário da Sinfonia da CBS, Miller participou do Acompanhamento musical na transmissão de rádio de 1938 da produção de Orson Welles "Mercury Theatre on the Air ", de A Guerra dos Mundos.

### Chefe de A&R
Mitchell ingressou na Mercury Records como produtor de música clássica e atuou como chefe de Artistas e Repertório (A&R) na gravadora no final dos anos 40 e, em seguida, ingressou na Columbia Records na mesma função, em 1950. Esta era uma posição fundamental em uma gravadora, porque o executivo de A&R decidia quais músicos e canções seriam gravados e promovidos pela gravadora em particular.
Miller revolucionou o estilo da Columbia no início dos anos 60, produzindo muitas músicas de padrões pop importantes para a Columbia, como as de Johnnie Ray, Percy Faith, Ray Conniff, Jimmy Bond, Johnny Mathis, Tony Bennett, Guy Mitchell (cujo pseudónimo foi atribuído em homenagem ao primeiro nome de Miller), e em uma situação fortuita, atraiu Patti Page e Frankie Laine para se juntarem à Columbia após o seu sucesso na gravadora Mercury.
Após sua chegada à Columbia, ajudou a dirigir a carreira de artistas que já fizeram parte da gravadora, como Doris Day, Dinah Shore e Jo Stafford. Miller também popularizou a cantora Aretha Franklin e a contratou para o primeiro grande contrato de gravação de sua carreira. Quando Ahmet Ertegün da Atlantic Records aceitou a sua liberdade artística para criar discos fora do pop convencional, em uma direção mais rítmica e blues, ela deixou a Columbia, após cinco anos.
Mitch desaprovou o Rock — um de seus contemporâneos descreveu sua rejeição como "O discurso da música de Gettysburg" — e reprovou estrelas como Elvis Presley e Buddy Holly, que se tornariam estrelas na RCA Records e Coral Records respectivamente, e também os Beatles, criando uma fortuna para a rival Capitol Records. Anteriormente, Miller havia oferecido um contrato a Presley, mas o cantor recusou a quantia que o empresário de Presley, Tom Parker, estava pedindo. No entanto, em 1958, ele contrataria com Johnny Cash e Carl Perkins, dois contemporâneos que trabalharam ao lado de Presley na Sun Records.

De acordo com a ex-crítica musical da Newsweek Karen Schoemer, a recusa de Miller em gravar no gênero contemporâneo também se deu ao seu medo de que a gravadora, e sua controladora corporativa CBS, teria seu cargo ameaçado devido aos escândalos de suborno que ocorriam na Indústria Musical Americana na década de 1950. Após o ocorrido, Mitch comentou:
Eu sabia o que estava acontecendo — todo mundo no negócio sabia o que estava acontecendo. Você tinha que pagar para jogar. 
Em defesa de sua postura anti-rock, ele disse à NME em 1958: "Rock 'n' roll é comida de bebê musical: é a adoração da mediocridade, provocada por uma paixão pelo conformismo".
Apesar de sua aversão pelo rock, Miller enfatizou a expressão emocional sobre a perfeição vocal e muitas vezes produziu discos para artistas da Columbia que eram rock por natureza, tais como "A White Sport Coat (and a Pink Camation)" de Marty Robbins e "Rock-a-Billy" de Guy Mitchell.

### Produtor de discos
Como produtor musical, Miller ganhou reputação tanto pela inovação quanto por seus truques. Embora tenha supervisionado dezenas de sucessos nas paradas, seus arranjos implacavelmente alegres e sua inclinação por material novo — por exemplo, "Come On-a My House", de Rosemary Clooney, "Mama Will Bark", de Frank Sinatra e Dagmar — geraram críticas de alguns admiradores da música pop tradicional. O historiador musical Will Friedwald escreveu em seu livro "Jazz Singing":  
Miller exemplificou o pior do pop americano. Ele primeiro despertou a ira de ouvintes inteligentes ao tentar transformar — e quase conseguir transformar — grandes artistas como Sinatra, Clooney e Tony Bennett em hacks. Miller escolheu as piores canções e montou os piores backings imagináveis — não com a atitude de acertar ou errar em que os músicos ruins tradicionalmente usavam, mas com discernimento, premeditação, planejamento cuidadoso e brilho pervertido.
Ao mesmo tempo, Friedwald reconhece a grande influência de Miller na produção musical popular posterior:
Miller estabeleceu a primazia do produtor, provando que ainda mais do que artista, acompanhamento ou material, era responsabilidade do homem no estúdio de gravação se um disco voava ou fracassava. Miller também concebeu a ideia do "som" do disco pop em si: não tanto um arranjo ou uma melodia, mas uma textura aural (geralmente repleta de truques extramusicais) que poderia ser criada durante as gravações e depois replicadas em performances ao vivo. Do contrário, Miller dificilmente era um fã de rock 'n' roll, mas sem essas idéias nunca poderia ter existido o gênero em si. "Mule Train", o primeiro grande sucesso de Miller foi a base de sua carreira, estabeleceram o padrão para praticamente toda a primeira década do rock. As semelhanças entre ele e, digamos,"Leader of the Pack", dificilmente precisam ser descritas aqui. 
Enquanto alguns dos artistas de Columbia, incluindo Harry James, Frank Sinatra e Rosemary Clooney se ressentiam dos métodos de Miller, a gravadora manteve uma alta taxa de sucesso para lançamento durante os anos 50. Sinatra atribuiu particularmente a Miller sua queda temporária de popularidade enquanto estava na Columbia; o cantor sentiu que foi forçado por Miller a gravar materiais como "Mama Will Bark" e "The Hucklebuck".  Miller rebateu que o contrato de Sinatra dava a ele o direito de recusar qualquer música.